# Jankowo (Pobiedziska)
Jankowo ist ein Dorf der Gemeinde Pobiedziska im Powiat Poznański in der Woiwodschaft Großpolen im westlichen Zentral-Polen mit einem Schulzenamt. Der Ort befindet sich etwa 8 km südwestlich von Pobiedziska und 18 km nordöstlich der Landeshauptstadt Poznań.

## Geschichte
Der Ort gehörte nach der Zweiten Teilung Polens 1793 zum Kreis Schroda und ab 4. Januar 1900 zum Kreis Posen-Ost. Das Gemeindelexikon für das Königreich Preußen von 1905 gibt für den Ort unter dem späteren Namen Mariengrund 25 bewohnte Häuser auf 482,5 ha Fläche an. Die 239 Bewohner, die sich aus 29 deutschsprechenden Protestanten und 209 polnischsprechenden Katholiken, sowie einem mit deutscher Muttersprache, zusammensetzten, teilten sich auf 38 Mehrpersonenhaushalte auf. Die evangelische Gemeinde gehörte zum Kirchspiel Jerzykowo, die katholische zum Kirchspiel Usarzewo. Für den 1. Januar 1908 wird angegeben, dass der Ort Teil des Polizeidistriktes Pudewitz war. Am 1. Dezember 1910 hatte der Ort 199 Einwohner.
In den Jahren 1975 bis 1998 gehörte der Ort zur Woiwodschaft Posen. Zum Schulzenamt gehört auch der Ort Jankowo Młyn.